# Paul Sartori
Paul Gottfried Carl Sartori (* 5. November 1857 in Lübeck; † 26. August 1936 in Dortmund) war ein deutscher Philologe und Volkskundler.

## Leben und Wirken
Paul Sartori war Sohn von August Sartori, einem Professor am Katharineum zu Lübeck und angesehenen Bürger Lübecks, der ehrenamtlich sehr aktiv war. Paul Sartori legte Ostern 1877 sein Abitur an der Schule des Vaters ab, absolvierte anschließend den Militärdienst und studierte dann ab 1878 in Bonn, Leipzig und Göttingen klassische Philologie und Deutsch. Nach Ende seines Studiums 1882 war er zunächst Hilfslehrer in Göttingen. Drei Jahre später wechselte er an das Stadtgymnasium Dortmund, wo er bis zu seiner Pensionierung 1932 blieb. Im Jahr 1889 hatte er Elena von Holten (1868–1951) geheiratet.
Sartori begeisterte sich früh für die Volkskunde. Gemeinsam mit Karl Prümer, Karl Wehrhan und anderen gründete er 1903 den Verein für rheinische und westfälische Volkskunde. Er schloss sich der Freimaurerloge Zur alten Linde an, der viele Mitglieder des Dortmunder Großbürgertums angehörten, und leitete diese von 1915 bis 1921.
Von Paul Sartoris Nachlass befinden sich 400 Bände der Literaturwissenschaft und Volkskunde des 19. Jahrhunderts in der Stadt- und Landesbibliothek Dortmund. Ein laufender Meter von Skripten liegt noch unverzeichnet vor. Im Archiv der Loge befinden sich Briefe aus der Zeit zwischen 1885 und 1887 sowie zwei umfangreiche Bände mit Redemanuskripten.

## Ehrungen
Paul Sartori wurde 1927 von der Philosophisch-Naturwissenschaftlichen Fakultät der Universität Münster für seine Verdienste um die Volkskunde zum Ehrendoktor ernannt. Die Freimaurerlogen in Köln, Soest und Witten ernannten ihn zum Ehrenmitglied. Die Stadt Dortmund hat eine Straße nach ihm benannt.

## Veröffentlichungen (Auswahl)
- Die Sitte der Alten- und Krankentötung. In: Globus. Zeitschrift für Länder- und Völkerkunde. Band 67, Nr. 7 und 8. Braunschweig, F. Vieweg & Sohn 1895, S. 107–111.
- Sitte und Brauch. Handbücher zur Volkskunde. 3 Bände. Heims, Leipzig 1910–1914.
- Westfälische Volkskunde. Quelle & Meyer, Leipzig 1922.
- Das Buch von deutschen Glocken. De Gruyter, Berlin 1932.
- Vergessen und Erinnerung. In: Volkskundliche Gaben. John Meier zum siebzigsten Geburtstage dargebracht. De Gruyter, Berlin 1934, S. 169–175.
- Befreiung von Wort und Wissen. In: Ernst Bargheer, Herbert Freudenthal (Hrsg.): Volkskunde-Arbeit. Zielsetzung und Gehalte. De Gruyter, Berlin 1934, S. 49–56.